# Cirangkong (Cibatu)
Cirangkong is een bestuurslaag in het regentschap Purwakarta van de provincie West-Java, Indonesië. Cirangkong telt 2872 inwoners (volkstelling 2010).